# Carlos Cuéllar
Carlos Javier Cuéllar Jimenez (ur. 23 sierpnia 1981 w Madrycie) – hiszpański piłkarz występujący na pozycji środkowego obrońcy. Od 2018 zawodnik Beitaru Jerozolima.

## Kariera

### Hiszpania
Carlos Cuéllar zawodową karierę rozpoczynał w 2000 roku w zespole CD Calahorra, skąd w 2001 roku trafił do Numancia Soria. W debiutanckim sezonie w nowym klubie Cuéllar wraz z drużyną zajął 20. miejsce w Primera División i spadł do drugiej ligi. W Numancii Cuéllar był podstawowym zawodnikiem i przez dwa sezony rozegrał 62 mecze. W 2003 roku podpisał kontrakt z CA Osasuna. W pierwszym sezonie w ekipie „Los Rojillos” Hiszpan pełnił rolę rezerwowego i wystąpił tylko w czterech spotkaniach, a w kolejnych rozgrywkach na boisku pojawił się dwanaście razy. W sezonie 2005/2006 Osasuna niespodziewanie uplasowała się na czwartym miejscu w ligowej tabeli oraz dotarła do finału Pucharu Króla. Sam Cuéllar rozegrał 27 ligowych pojedynków, w których zdobył jedną bramkę. W rozgrywkach 2006/2007 hiszpański zespół zanotował znaczny spadek w Primera División, jednak w Pucharze UEFA został wyeliminowany dopiero w półfinale. W ćwierćfinałowym spotkaniu z Bayerem 04 Leverkusen Cuéllar zdobył bramkę już w pierwszej minucie i jak się później okazało był to najszybciej strzelony gol w tej edycji.

### Rangers F.C.
12 czerwca 2007 roku szkocki klub Rangers F.C. zaoferował Osasunie za Carlosa Cuéllara milion funtów. 15 czerwca cena wzrosła do 1,7 miliona. Ostatecznie hiszpański obrońca na Ibrox Park trafił 5 lipca za 2,37 miliona funtów. Pierwszego gola dla „The Gers” zdobył w towarzyskim meczu przeciwko Ajaksowi Amsterdam, kiedy to został wybrany najlepszym piłkarzem spotkania. Oficjalny debiut zaliczył 31 lipca w wygranym 2:0 pojedynku z Zeta Golubovci. W sierpniu 2007 roku Cuéllarowi przypadła nagroda dla najlepszego piłkarza miesiąca w Scottish Premier League. Pierwszego gola w lidze strzelił 1 września w zwycięskim 4:0 spotkaniu przeciwko Gretnie. 14 kwietnia 2008 roku Cuéllar zdobył nagrodę „Clydesdale Bank SPL Player of the Year” przyznawaną dla najlepszego piłkarza sezonu. 3 maja zwyciężył natomiast w plebiscycie "Scottish Football Writers Associations Player of the Year". Z drużyną z Glasgow zdobył Puchar Ligi Szkockiej oraz dotarł do finału Pucharu UEFA.

### Aston Villa
12 sierpnia 2008 roku Carlos Cuellar podpisał czteroletni kontrakt z klubem Aston Villa. Kwota transferu wyniosła około 7,8 mln funtów. W nowym klubie hiszpański gracz zadebiutował 18 września w wygranym 3:1 meczu Pucharu UEFA z Liteksem Łowecz. Pierwszy występ w Premier League zaliczył 21 września, kiedy to Aston Villa zwyciężyło z West Bromwich Albion 2:1.